# Proserpina-Sarkophag

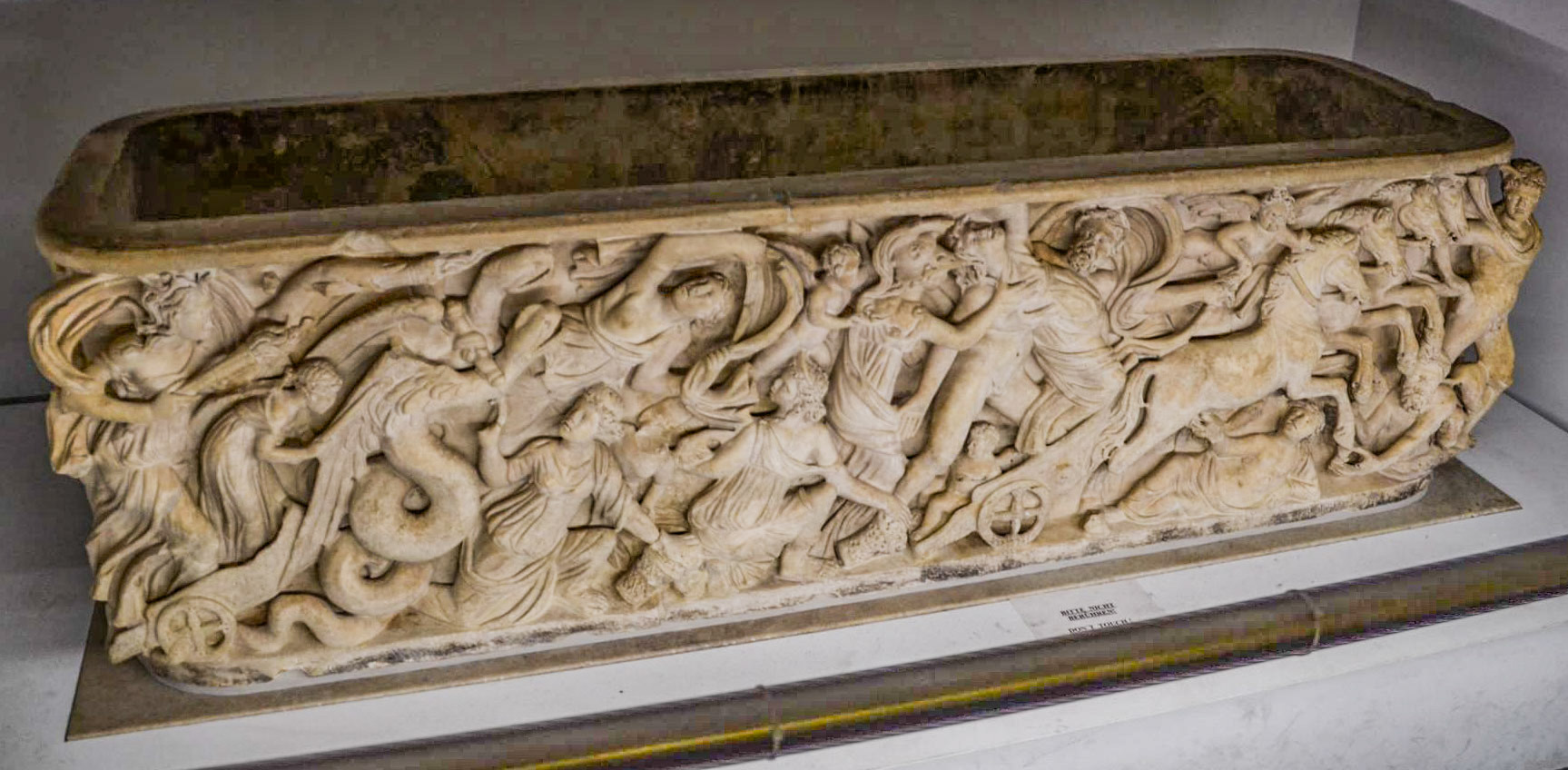
Proserpina-Sarkophag, Aachener Domschatzkammer

Der Proserpina-Sarkophag ist ein römischer Marmorsarkophag aus der 1. Hälfte des 3. Jahrhunderts n. Chr., in dem möglicherweise Karl der Große am 28. Januar 814 im Aachener Dom bestattet wurde. Er ist heute in der Aachener Domschatzkammer ausgestellt.

## Entstehung
Der in einer stadtrömischen Werkstatt aus Carrara-Marmor gefertigte Sarkophag gehört zu einer großen Zahl weiterer römischer Sarkophage mit der Darstellung des Raubes der Persephone. Lange Zeit wurde der Sarkophag ins späte 2. Jahrhundert n. Chr. datiert. Seit 1982 überwiegen (divergierende) Datierungen in die 1. Hälfte des 3. Jahrhunderts.

## Beschreibung

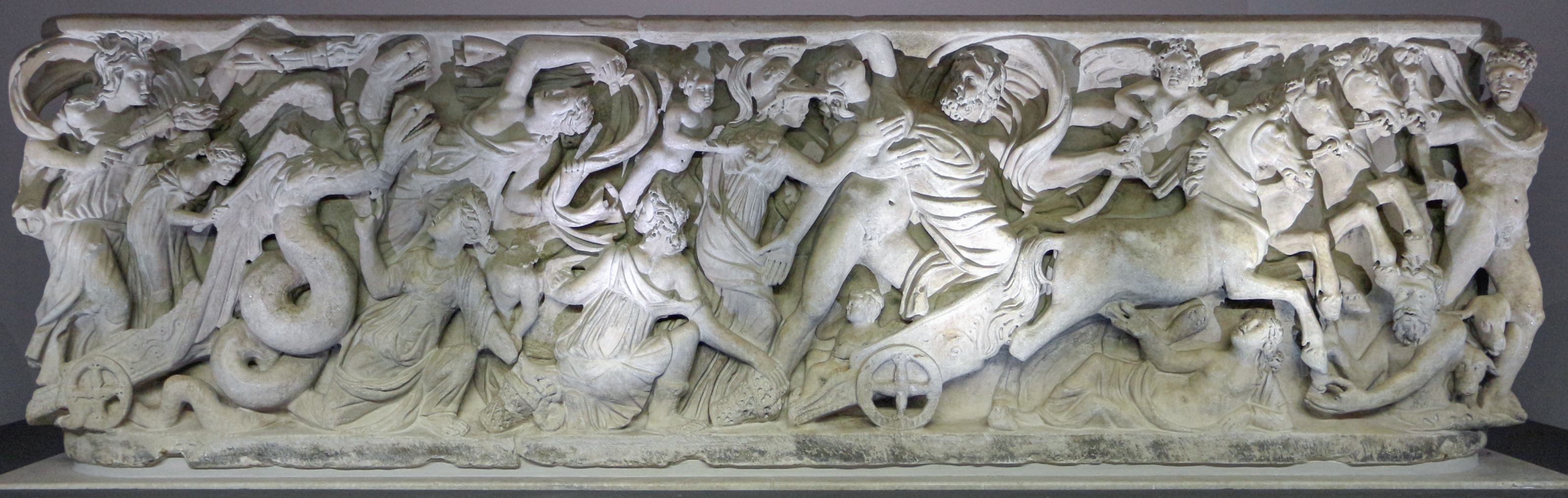
Frontseite mit dem Hauptbild

Der im inneren Bereich der Öffnung 205 cm lange, 50 cm breite und 49 cm tiefe Sarkophagkasten ist an der Frontseite mit einem aufwendigen, vielfigurigen Relief geschmückt, während die Schmalseiten jeweils von dreifigurigen Gruppen in Relief eingenommen werden. Ein 1843 entstandener Transportbruch durchzieht das Frontrelief des ansonsten gut erhaltenen Sarkophagkastens. 1998 wurde der Sarkophag restauriert; dabei wurden alle Bruchstellen bündig geschlossen. Der Sarkophagdeckel ist nicht erhalten.
Das Relief der frontalen Schauseite zeigt den Raub der Persephone und gibt in der dargestellten Szene 15 Götter und göttliche Wesen wieder. Die zentrale Gruppe der nach rechts bewegten Szene wird von Hades eingenommen, der Persephone auf seinem Wagen entführt. Unterstützt wird er von der hinter ihm zu sehenden Athena, Eros vor ihm weist ihm den Weg. Sein Wagen wird von einem Gespann aus vier Pferden gezogen. Geführt wird das Gespann von Hermes am rechten Rand des Reliefs, zwischen seinen Füßen ist der Höllenhund Kerberos zu sehen. Unter den Vorderhufen der Pferde erscheint der Gott der Unterwelt, Tartaros. In einem von Schlangen gezogenen Wagen verfolgt von links Demeter den Entführer ihrer Tochter. Eine kleinere Person lenkt den Wagen und treibt die Schlangen an, während Demeter zwei Fackeln in ihren Händen schwingt. Zwei ihrer Gehilfinnen sind vor ihr zu Boden gestürzt und versuchen, die Früchte ihrer umgefallenen Körbe zu schützen. Über ihnen schwebt Aphrodite, Verbündete des Hades bei seinem Raub.
Die linke Schmalseite zeigt zwei junge Mädchen und einen Jungen beim Pflücken von Blumen, während die vom Betrachter aus rechte Schmalseite von einem Früchte tragenden Jungen und zwei Schäfern eingenommen wird.

## Wiederverwendung
Ob Karl der Große bereits 814 in dem Proserpina-Sarkophag bestattet wurde, ist umstritten. Die Quellen zum Tod und zur Bestattung Karls des Großen erwähnen ihn nicht ausdrücklich. Trotzdem wurde angenommen, dass sich dieser Sarkophag unter „den Säulen und dem Marmor“ befunden haben könnte, die Karl laut Einhards Vita Caroli Magni, Kap. 26, aus Rom und Ravenna zum Bau seiner Pfalzkapelle nach Aachen bringen ließ. In diesem Fall wäre er in dem Sarkophag einem weströmischen Herrscher gleich bestattet worden. Im Jahr 840 wurde auch Karls Sohn Ludwig der Fromme in Metz in einem antiken Reliefsarkophag bestattet, allerdings nicht mit einer heidnischen, sondern einer christlichen Darstellung.
Andererseits vermutete der Historiker Dieter Hägermann, dass der Proserpina-Sarkophag erst 1165 nach Aufdeckung des Karlsgrabes durch Friedrich Barbarossa verwendet wurde, um Karls Gebeine darin aufzubewahren. Zur Begründung führt Hägermann an, dass die Quellen zur Beisetzung Karls im Jahr 814 nichts von dem Sarkophag, dafür aber von der Bestattung Karls im Boden der Aachener Pfalzkapelle berichten. Dass man jedoch gerade einen so prächtigen reliefgeschmückten Marmorsarkophag im Kirchenboden versenkt haben sollte, hält Hägermann für unwahrscheinlich.
Der Grund, warum man einen Sarkophag mit „heidnischen“ Motiven für die Gebeine eines christlichen Kaisers ausgewählt hat, könnte in einer christlichen Deutung der Persephone-Geschichte liegen: Die Tatsache, dass es Demeter im Fortgang des Mythos von der Entführung Persephones durch ihr Bitten gelang, dass ihrer Tochter für je zwei Drittel des Jahres die Rückkehr zur Erde gewährt wurde, ist möglicherweise als Hinweis auf die Auferstehung umgedeutet worden.
Spätestens im Jahr 1215 müssen die Gebeine Karls dem Sarkophag entnommen worden sein, denn seit diesem Jahr befinden sie sich im Karlsschrein. Von dieser Zeit an stand der leere Sarkophag im unteren Oktogonumgang des Aachener Münsters – nur die Vorderseite war durch ein Gitter sichtbar – vermutlich gemeinsam mit der heute in der Schatzkammer ausgestellten Holzfigur Karls aus dem 14. Jahrhundert, welche wohl Teil einer sogenannten Karlsmemorie war. 
Im 16. Jahrhundert beschrieben Reisende erstmals das Aussehen des Sarkophags und erkannten ihn als Werk der Antike. Im Codex Coburgensis ist eine Zeichnung des Vorderseitenreliefs überliefert. 1794 ließ Napoleon I. den Sarkophag zusammen mit den antiken Säulen des Münsters nach Paris bringen, 1815 kehrte er jedoch wieder nach Aachen zurück und wurde in der Nikolauskapelle aufgestellt, seit 1843 auf der der Öffentlichkeit nicht zugänglichen Michaelsempore der Nikolauskapelle. Bei dem Versuch, den Sarkophag auf die Empore zu hieven, nahm er schweren Schaden. Ab 1972 stand er in der Karlskapelle, und seit 1979 wird er in der Domschatzkammer gezeigt.